# Cristián de la Fuente
Cristián Andrés de la Fuente Sabarots (Santiago, 10 de marzo de 1974) es un actor, presentador de televisión y productor de cine y televisión chileno.

## Biografía
Comenzó su carrera al ganar concurso "Súper mino", sección del programa de televisión juvenil Luz verde de Canal 13 que buscaba jóvenes para la televisión chilena.
Comenzando con papeles pequeños en telenovelas chilenas, De la Fuente llegó a ser protagonista de varias producciones entre ellas Eclipse de luna junto con Sebastián Canales y la producción de teatro televisada La tía de Carlos.
De la Fuente participó en programa de televisión chileno Venga conmigo, en el que presentaba la sección juvenil Generación 2000, dedicada a mostrar rankings musicales y en la sección de comedia llamada Mi tío y yo. En ese show conoce a Salma Hayek (quien visitaba Chile para hacer promoción), cuyo productor solicita su tarjeta y le pide que le envíe su agenda para ver si lo puede contactar con algún agente en Hollywood. Esta es la puerta de entrada a Estados Unidos para De la Fuente, donde se traslada, logrando pequeños roles en películas junto a Sylvester Stallone y otros.
En 1998 se trasladó a México y participó en la serie Reyes y Rey. Hizo un pequeño papel en la serie Pensacola: Alas del oro. También ha aparecido regularmente en CSI: Miami. Se le ha visto en películas como Driven junto a Sylvester Stallone y en Vampires: Los Muertos de Tommy Lee Wallace con Jon Bon Jovi.
También se ha desempeñado como presentador del programa Venga conmigo, Generación 2000 y Camino de MGM a los Óscar para América latina también participó en el desfile de Navidad del mundo de Walt Disney.
Realizó trabajo interpretando a Ben Affleck bajo seudónimo de Andrés en miniserie de televisión Como ama una mujer basada en la vida de la cantante neoyorkina Jennifer Lopez. La serie cuenta con cinco capítulos de una hora, filmados en formato de cine y es protagonizada por la también chilena Leonor Varela (como Jennifer Lopez), Cristián de la Fuente (Ben Affleck) y Raúl Méndez (Marc Anthony) bajo seudónimos de "Sofía Márquez", "Andrés" y "Diego" respectivamente. La miniserie, transmitida por Univision, alcanzó altos índices de audiencia y logró escándalo pues contaba que pasó con la vida de Jennifer Lopez en 2004, cuando terminó su primera relación con Ben Affleck y decidió casarse con el cantante puertorriqueño Marc Anthony.
En abril de 2010 comenzó nuevo proyecto en el cine del director Gonzalo Justiniano en la cinta Alguien ha visto a Lupita, la cual protagonizó junto a la actriz mexicana Dulce María. Película tiene como objetivo ser estrenada en marzo del 2011 y presentada en festivales como Cannes, Sundance y Nueva York.
En 2008 llamado por el productor Salvador Mejía y tuvo participación especial en telenovela Fuego en la sangre donde interpretó a Demian Ferrer, hombre dedicado a toros (rejoneador) atormentado por pérdida de su familia, llega al pueblo y se enamora de Sofía (Adela Noriega).
Luego en 2010 nuevamente Salvador Mejía lo llevó a México a interpretar a Renato Vidal Montes de Oca en la nueva versión de la telenovela Corazón salvaje donde compartió protagónico con Eduardo Yáñez y Aracely Arámbula. Este personaje marcó el inicio de Cristián como protagonista en diferentes telenovelas mexicanas. Pero en esta telenovela se marca como antagonista. Paralelo a este proyecto condujo ¡Viva el sueño! para Univision.
En septiembre de 2010 se unió a grabaciones de cuarta temporada de Private Practice, serie médica spin off de la famosa Grey's Anatomy y protagonizada por Kate Walsh, donde el chileno interpretó al médico latino llamado Eric Rodríguez.

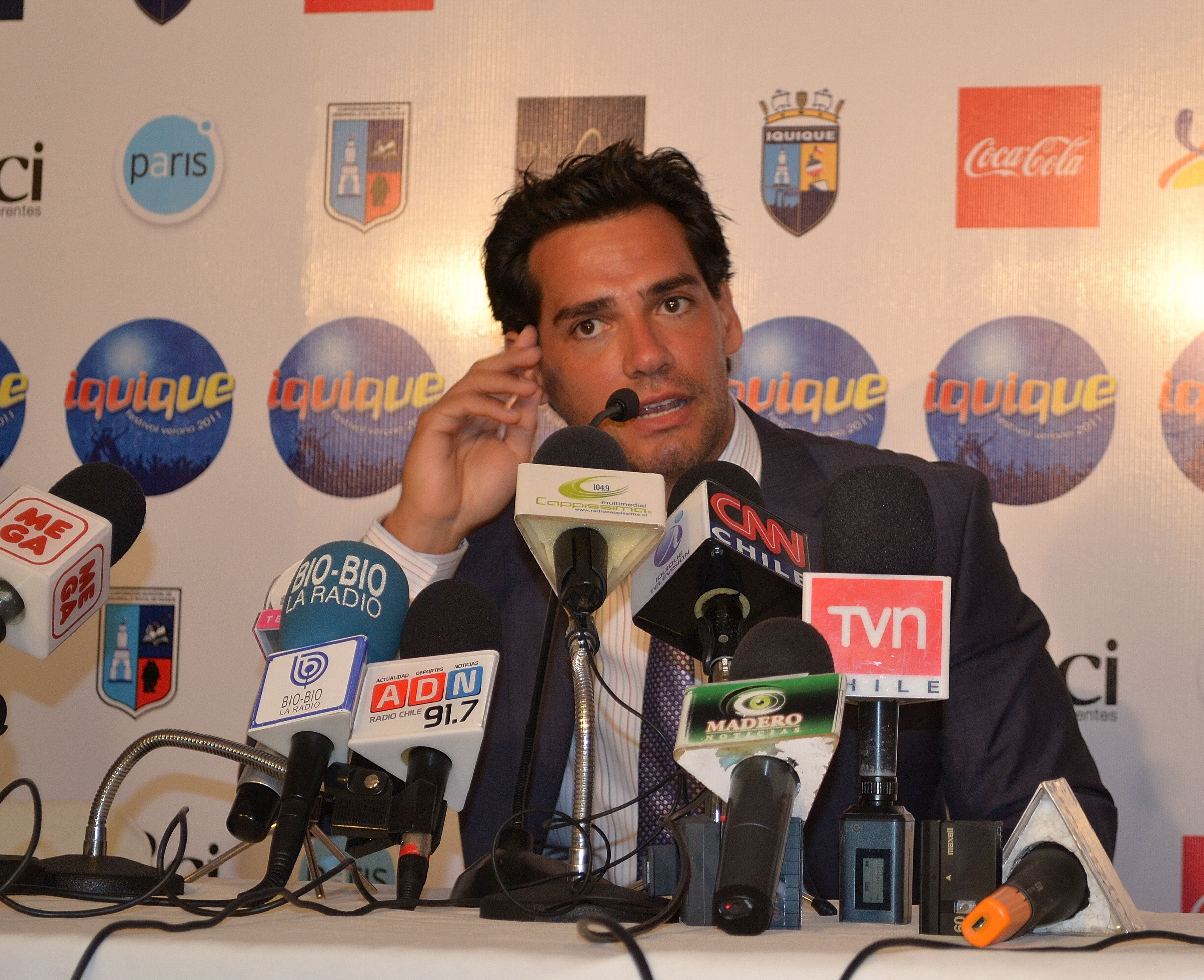
Cristián de la Fuente en una conferencia de prensa en Iquique, Chile, 2011.

En marzo de 2012 tuvo su primer protagónico, compartiendo créditos con la actriz mexicana Silvia Navarro en la telenovela Amor bravío, producida por Carlos Moreno Laguillo para Televisa. Ese mismo año se estrenaba la película 7 años de matrimonio donde interpretó a Bernardo compartiendo créditos con Víctor González Reynoso, Ximena Herrera, Alex Sirvent, Roberto Palazuelos y Yolanda Andrade.
En noviembre de 2012 se traslada a su natal Chile y condujo para TVN el reality Cabaret burlesque hasta febrero de 2013.
En 2013 protagonista de Quiero amarte producida por Carlos Moreno Laguillo para Televisa junto a Karyme Lozano por segunda vez luego de Soñar no cuesta nada en 2005.
En 2014 se trasladó a Puebla para grabar Enamorándome de Abril, película de comedia romántica de Joel Nuñez y Elizabeth Romagnoli donde interpretó a Leo, escritor de novelas románticas que escribe con seudónimo de mujer, conoce a Abril (Ilithya Manzanilla) y a partir de ese momento empieza aventura de amor con situaciones muy divertidas. Esta película se estrena en México el 6 de noviembre de 2015.
En octubre de 2015 se estrenó la película Lusers, proyecto cinematográfico latinoamericano que cuenta con elenco peruano, argentino, chileno y con participación especial de Gaby Espino representando Venezuela.
En 2016 interpretó a Ricardo Alegría, policía encubierto como maestro de primaria en telenovela Sueño de amor, producida para Televisa (México) por Juan Osorio junto a Betty Monroe y Marjorie de Sousa encabezaban gran elenco.
En 2017 protagonizó junto a Claudia Álvarez, Diego Olivera, Horacio Pancheri, Daniela Romo y César Évora telenovela En tierras salvajes interpretando a Daniel Otero, segundo de tres hermanos que se enamoran de la misma mujer. Ese mismo año, participa en Condorito: la película, filme de animación en el que puso voz de Pepe Cortisona tanto para versión chilena como para doblaje latinoamericano.
En 2018 entró como coconductor del reality show Reto 4 elementos en su segunda temporada junto con Montserrat Oliver.
En abril de 2024 se muda a vivir a México y actualmente septiembre 2024 actúa en teatro en la obra Perfume de Gardenia, continúa siendo piloto en la fuerza aérea de Chile, fue ascendido de Capitán a Comandante, tiene 23 años de servicio en la reserva de la fuera aérea con la cuadrilla de alta acrobacia Halcones.

## Vida personal
El 5 de enero de 2002 contrajo matrimonio con la también actriz y modelo chilena Angélica Castro, con quien tiene una hija, Laura. Se divorciaron en 2023.

## Controversias
En 2021, un reportaje del canal La Red lo vinculaba al denominado Caso Relojes. En dichas indagatorias figura Marco Antonio López, conocido como Parived, empresario y esposo de la presentadora Tonka Tomicic, a quien se acusó de receptación de objetos robados. De la Fuente negó toda relación con el caso, se querelló contra el canal y la Corte Suprema falló a su favor y se le exigió rectificar la información publicada a La Red, cosa que La Red no obedeció y fue finalmente multada por no hacerlo.
De la Fuente también es oficial de reserva de la Fuerza Aérea de Chile y en 2017 ascendió a Capitán de la FACH. A lo largo de su trayectoria, no ha escondido su admiración por las Fuerzas Armadas. En ese contexto, en un acalorado debate en el programa Sin filtros, defendió el actuar de Carabineros durante el estallido social, a pesar de las masivas violaciones a los derechos humanos denunciadas durante esa época.
En la misma línea, en 2021 criticó duramente a la Convención Constitucional, organismo encargado de crear una nueva Constitción para Chile, difundiendo la exigencia de los convencionales a subir sus propios sueldos, tratándolos de "insuficientes" y "precarios", tras lo cual los calificó de "caras de raja". El actor nunca rectificó ni ofreció disculpas por sus dichos.
De la Fuente ha participado como panelista en Sin filtros, donde manifestó que iba a votar "Rechazo" en el plebiscito de 2022 (campaña que buscaba mantener la Constitución de 1980) y donde también protagonizó distintas polémicas. La más bullada, fue cuando declaró: “Yo nací a dos cuadras de acá, siendo el hijo de la amante de mi papá, viviendo en otra casa. Terminé manteniendo a mi mamá y todo lo que tengo hoy en día es porque me he sacado la cresta trabajando (…) Y la gente me dice ‘oh, tus privilegios’. No es privilegio, eso se llama trabajo", tras lo cual aseguró que “el problema es que hay gente que no tiene las cosas que desea y quieren que se las regalen, porque no tienen los huevos para trabajar y conseguir las cosas por sí mismos”. Sus dichos fueron ampliamente criticados en redes sociales, entre otros, por un excompañero de colegio de De la Fuente, el cineasta Octavio Amaro: “Ibas al Grange conmigo, si eso no es ser privilegiado, no sé qué es. Todos nos sacamos la cresta, pero tú y yo partimos mil kilómetros adelante de los demás. Como yo quiero eso para todos, porqué lo viví, #AprueboDeSalida, tú en cambio quieres mantener las cosas sólo para ti", el 4 de agosto de 2022 oficializó su apoyo de la campaña del "Rechazo" en un acto realizado por la agrupación de víctimas de la delincuencia.

## Filmografía

### Cine
| Año  | Título                                  | Personaje                      | Notas                          |                      |
| ---- | --------------------------------------- | ------------------------------ | ------------------------------ | -------------------- |
| 2001 | Driven                                  | Memmo Moreno                   | Renny Harlin                   | [ 17 ] [ 18 ]        |
| 2002 | Vampires: Los Muertos                   | Padre Rodrigo                  | Tommy Lee Wallace              | [ 19 ]               |
| 2002 | Minimal Knowledge                       | Matt Gallagher                 | Gregory J. Corrado             | [ 20 ] [ 21 ]        |
| 2003 | Basic                                   | Castro                         | John McTiernan                 | [ 22 ] [ 23 ]        |
| 2003 | Isla Bella                              | Manolo                         | Kuno Becker                    |                      |
| 2003 | El nominado                             | Rodrigo                        | Nacho Argiro                   | [ 24 ] [ 25 ] [ 26 ] |
| 2004 | Sueño                                   | Dr. López                      | Renée Chabria                  | [ 27 ]               |
| 2005 | Once Upon a Wedding                     | Manolo                         | Matia Karrell                  | [ 28 ]               |
| 2009 | Dawson. Isla 10                         | Teniente Labarca               | Miguel Littín                  | [ 29 ]               |
| 2011 | ¿Alguien ha visto a Lupita?             | Maxi                           | Gonzalo Justiniano             | [ 30 ] [ 31 ]        |
| 2013 | Siete años de matrimonio                | Bernardo                       | Joel Núñez                     | [ 32 ]               |
| 2014 | Historias de Lavapiés                   | Profesor en sala de profesores | Ramón Luque                    | [ 33 ]               |
| 2015 | Enamorándome de Abril                   | Leo                            | Joel Núñez                     | [ 34 ] [ 35 ] [ 36 ] |
| 2015 | Lusers                                  | Pedro                          | Ticoy Rodríguez                | [ 37 ]               |
| 2017 | Condorito: la película                  | Pepe Cortisona                 | Alex Orrelle y Eduardo Schuldt | [ 38 ] [ 39 ]        |
| 2019 | A Christmas Wish                        | Andrew                         | Emily Moss Wilson              | [ 40 ]               |
| 2020 | Pobre familia rica                      |                                | Gerardo Morán                  | [ 41 ] [ 42 ]        |
| 2020 | You Are My Home                         | Carlos                         | Amanda Raymond                 | [ 43 ] [ 44 ]        |
| 2022 | Switch Up                               | Ricardo de la Cruz             | Tara Pirnia                    |                      |
| 2024 | Amor en navidad: el sabor de la navidad | Gregorio                       |                                | [ 45 ]               |

### Televisión
| Año       | Título                            | Personaje                          | Notas                                         |
| --------- | --------------------------------- | ---------------------------------- | --------------------------------------------- |
| 1994      | Champaña                          | Tadeo McMillan                     | 75 episodios                                  |
| 1995      | Soltero a la medida               | Ramón Pérez Candía                 | 30 episodios                                  |
| 1995      | El amor está de moda              | Lucas Correa                       | 45 episodios                                  |
| 1996      | Marrón Glacé, el regreso          | Blas                               | 22 episodios                                  |
| 1997      | Eclipse de luna                   | Jeremías Holtz                     | 85 episodios                                  |
| 1998      | Reyes x Rey                       | Alex "Rey" Reyes                   | 10 episodios                                  |
| 1999      | Pensacola                         | Sargento Ramírez                   | 20 episodios                                  |
| 1999-2001 | Family Law                        | Andrés Díaz                        | 42 episodios                                  |
| 2000      | Reina de Espadas                  | Antonio                            | Episodio: "Duel with a Stranger"              |
| 2002-2003 | Hidden Hills                      | Manolo Córdoba                     | 30 episodios                                  |
| 2004      | Hope and Faith                    | Paolo                              | 25 episodios                                  |
| 2004      | Threat Matrix                     | Angente Especial Wilmar Sánchez    | 8 episodios                                   |
| 2004      | Eve                               | Dr. Lawrence Anderson              | 10 episodios                                  |
| 2005      | One on One                        | Andrew                             | 5 episodios                                   |
| 2005-2006 | Soñar no cuesta nada              | Felipe Reyes Retana                | 194 episodios                                 |
| 2006      | The Class                         | Aaron                              | 7 episodios                                   |
| 2007      | Ugly Betty                        | Rodrigo Veloso                     | 5 episodios                                   |
| 2007      | Side Order of Life                | Eduardo Encarnación                | 18 episodios                                  |
| 2007      | Como ama una mujer                | Andrés Maldonado                   | 6 episodios                                   |
| 2008-2012 | In Plain Sight                    | Raphael Ramírez                    | 25 episodios                                  |
| 2008      | Fuego en la sangre                | Demián Ferrer                      | 28 episodios                                  |
| 2009      | Brothers & Sisters                | Cal                                | 10 episodios                                  |
| 2009-2010 | Corazón salvaje                   | Renato Vidal Montes de Oca         | 135 episodios                                 |
| 2010-2011 | Private Practice                  | Dr. Eric Rodríguez.                | 33 episodios                                  |
| 2011      | Love Bites                        | Marcelo                            | Episodio: "Stand and Believer"                |
| 2011      | The Nine Lives of Chloe King      | Frank Cabrera                      | 3 episodios                                   |
| 2011      | Prófugos                          | Ignacio Córdoba                    | 5 episodios; también como productor ejecutivo |
| 2012      | Maldita                           | Ignacio Echaurren                  | 5 episodios                                   |
| 2012      | Amor bravío                       | Daniel Díaz Acosta / Andrés Duarte | 167 episodios                                 |
| 2013-2014 | Quiero amarte                     | Maximiliano Montesinos             | 161 episodios                                 |
| 2014      | Royal Pains                       | Tobias Rivelles                    | 8 episodios                                   |
| 2015      | Devious Maids                     | Ernesto Falta                      | 13 episodios                                  |
| 2016      | Sueño de amor                     | Ricardo Alegría                    | Protagónico                                   |
| 2017      | En tierras salvajes               | Daniel Otero                       | Protagónico                                   |
| 2021      | El juego de las llaves            | Guillermo                          | 5 episodios                                   |
| 2023      | Amores que engañan                | Ricardo                            | 10 episodios                                  |
| 2023      | Chavorrucos                       | Aldo                               | Protagónico                                   |
| 2023-2024 | Dra. Lucía: un don extraordinario | Emiliano Montero de la Vega        | Protagónico                                   |
| 2025      | La jefa                           | Juan José Cruz                     | Participación especial                        |

### Reality shows, programas de televisión y videoclips
- Venga conmigo (1995-1997) actor y modelo.
- Bravo Bravissimo (1998-1999) modelo.
- ¡Mi Gente! My People! (1999) él mismo.
- The Wayne Brady Show (2003) invitado.
- Las 25 Bellezas de People en Español (2003) él mismo.
- De pe a pa (2003) invitado.
- Despierta América (2004) invitado.
- The Rosie O'Donnell Show (2008) invitado.
- The Oprah Winfrey Show (2008) invitado.
- Access Hollywood (2008) profesor de participantes.
- ¡Viva Hollywood! (2008) profesor de participantes.
- Golpe Bajo (2008) animador y productor ejecutivo.
- Bailando con las estrellas (2008) participante.
- Nuestra Belleza Latina (2009) invitado.
- Make My Day (2009) él mismo.
- ¡Viva el sueño! (2009) anfitrión.
- Cabaret burlesque (2012) animador.
- En la puerta de al lado (2016) - videoclip de Laura Pausini.
- Teletón Chile (2017) animador junto a Íngrid Cruz.
- Reto 4 elementos (2018) conductor de segunda temporada junto a Montserrat Oliver.
- La noche es nuestra (2019) - invitado.[53]
- Así se baila (2021) - jurado[54][55]
- ¿Qué dicen los famosos? (2022) - invitado[56]
- Miss Universo (2023) - conductor, transmitido por Telemundo[57]
- ¿Quién es la máscara? (2023) - participante; girasol 2° eliminado[58]

## Premios y nominaciones

### Premios TVyNovelas
| Año  | Categoría               | Telenovela      | Resultado |
| ---- | ----------------------- | --------------- | --------- |
| 2013 | Mejor actor protagónico | Amor bravío     | Nominado  |
| 2010 | Mejor villano           | Corazón salvaje | Nominado  |

### Premios Telenovela de Oro
| Año  | Categoría               | Telenovela  | Resultado |
| ---- | ----------------------- | ----------- | --------- |
| 2012 | Mejor actor protagónico | Amor bravío | Ganador   |

## Videojuegos
- 2001: Driven: Memo Moreno (interpretado en la película Driven por Cristián de la Fuente)[59] es un personaje seleccionable en el videojuego.